# Valdice
Valdice (jusqu'en 1950 : Kartouzy-Valdice ; en allemand : Karthaus Walditz) à est une commune du district de Jičín, dans la région de Hradec Králové, en République tchèque. Sa population s'élevait à 1 357 habitants en 2022.

## Géographie
Valdice se trouve à 3 km au nord-est de Jičín, à 42 km au nord-ouest de Hradec Králové et à 80 km au nord-est de Prague.
La commune est limitée par Železnice au nord, par Soběraz au nord-est, par Radim à l'est, et par Jičín au sud et à l'ouest.

## Histoire
La première mention écrite de la localité date de 1627.

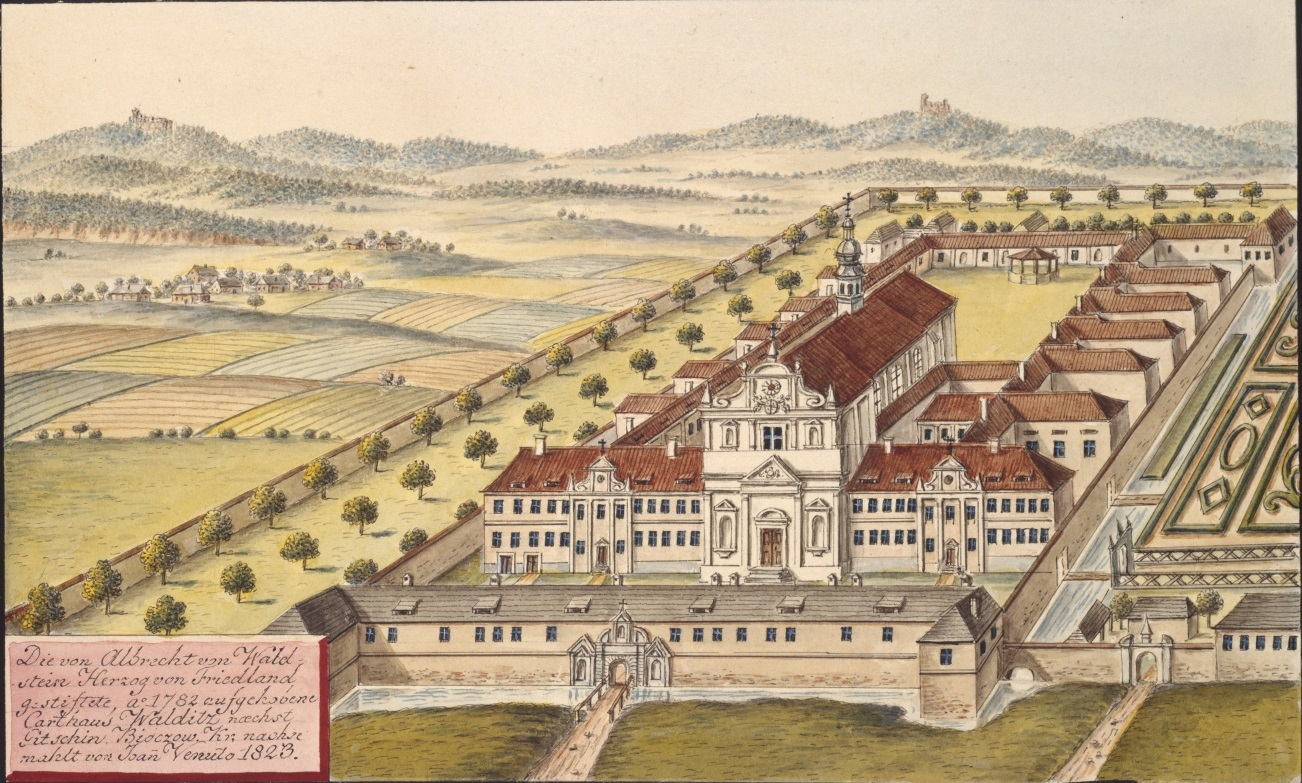
Chartreuse de Valdice en 1782, par Joann Venuto.

## Galerie

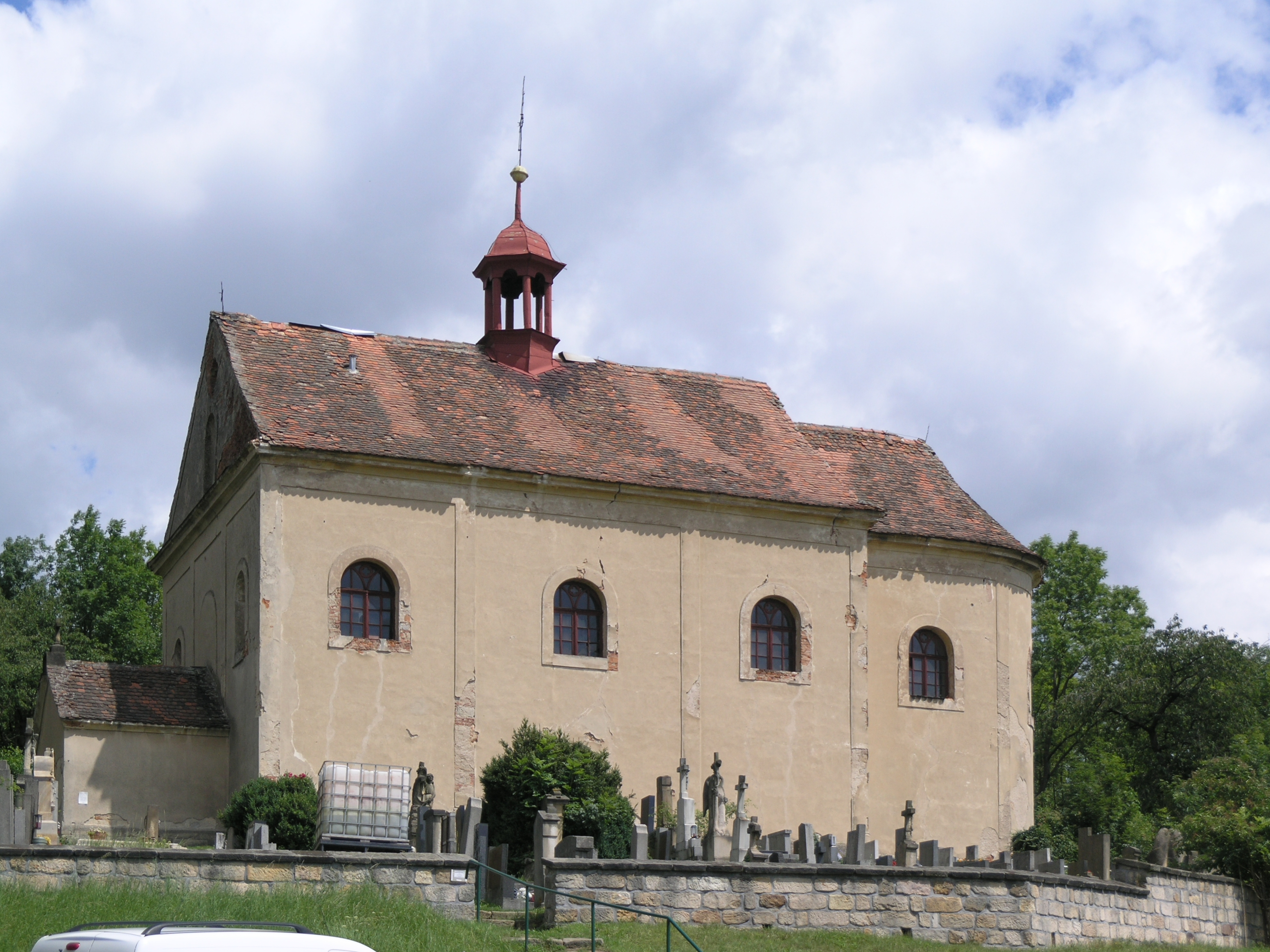
Chapelle de Zebín.
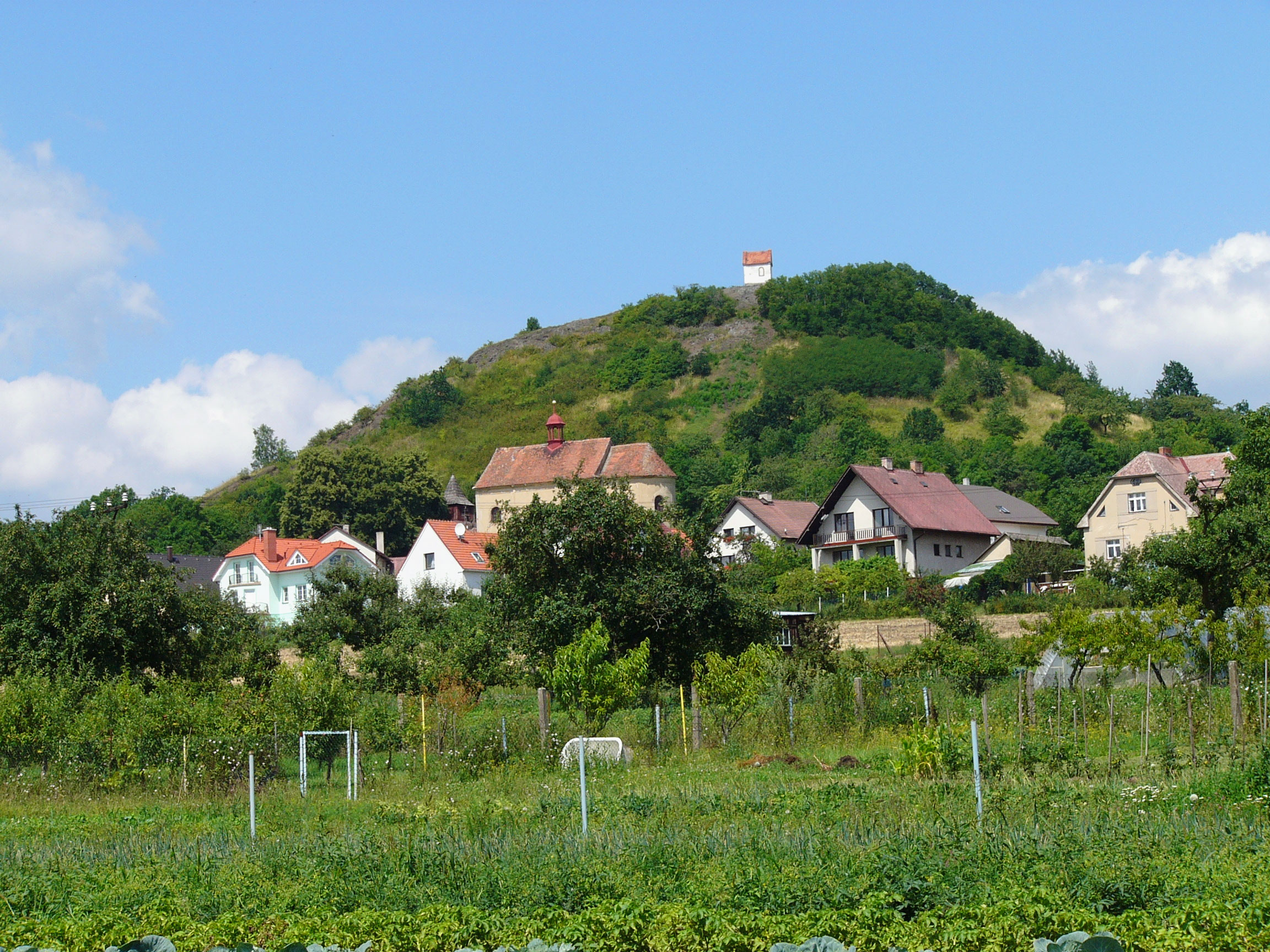
Zebín.

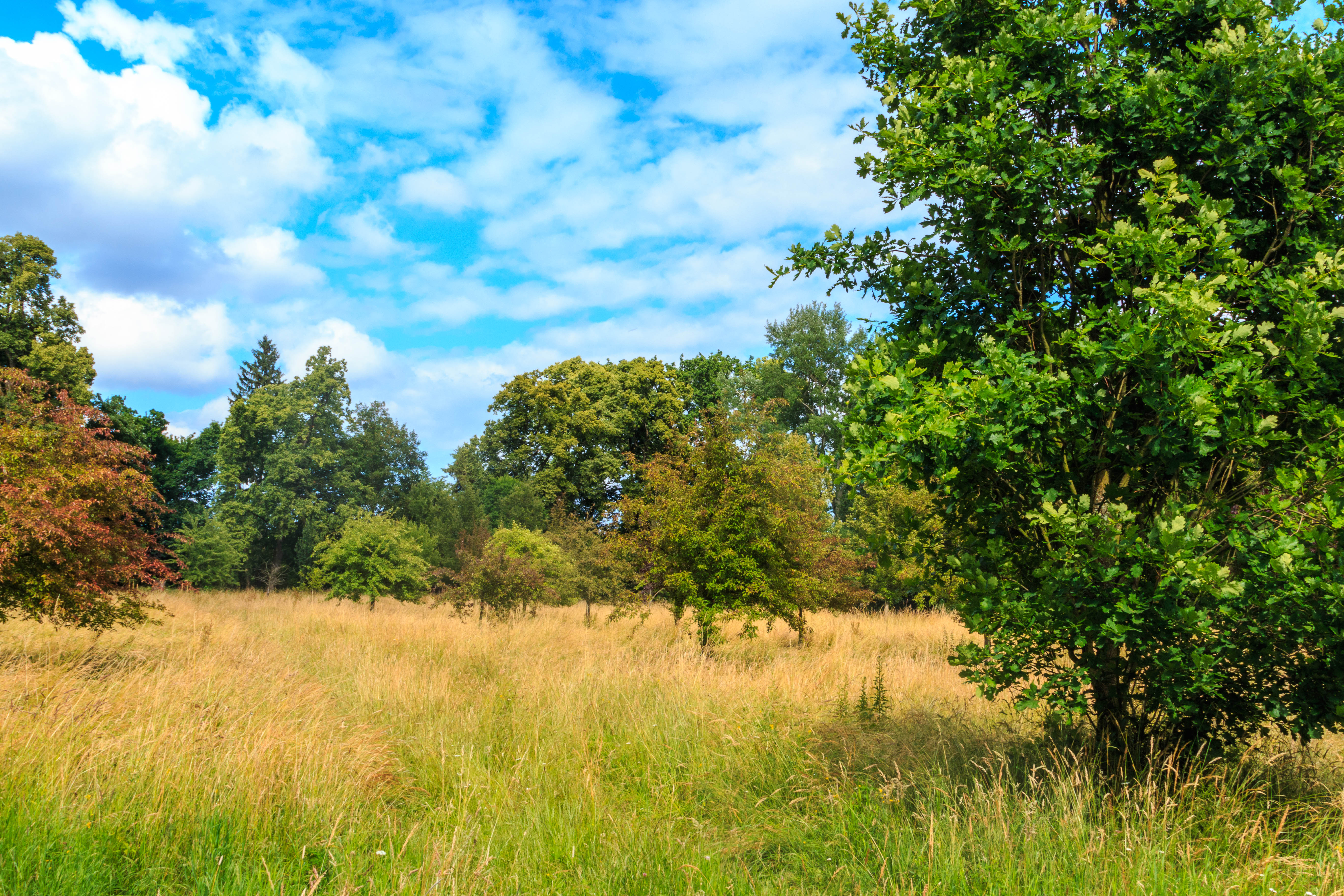
Zone naturelle protégée de Libosad.
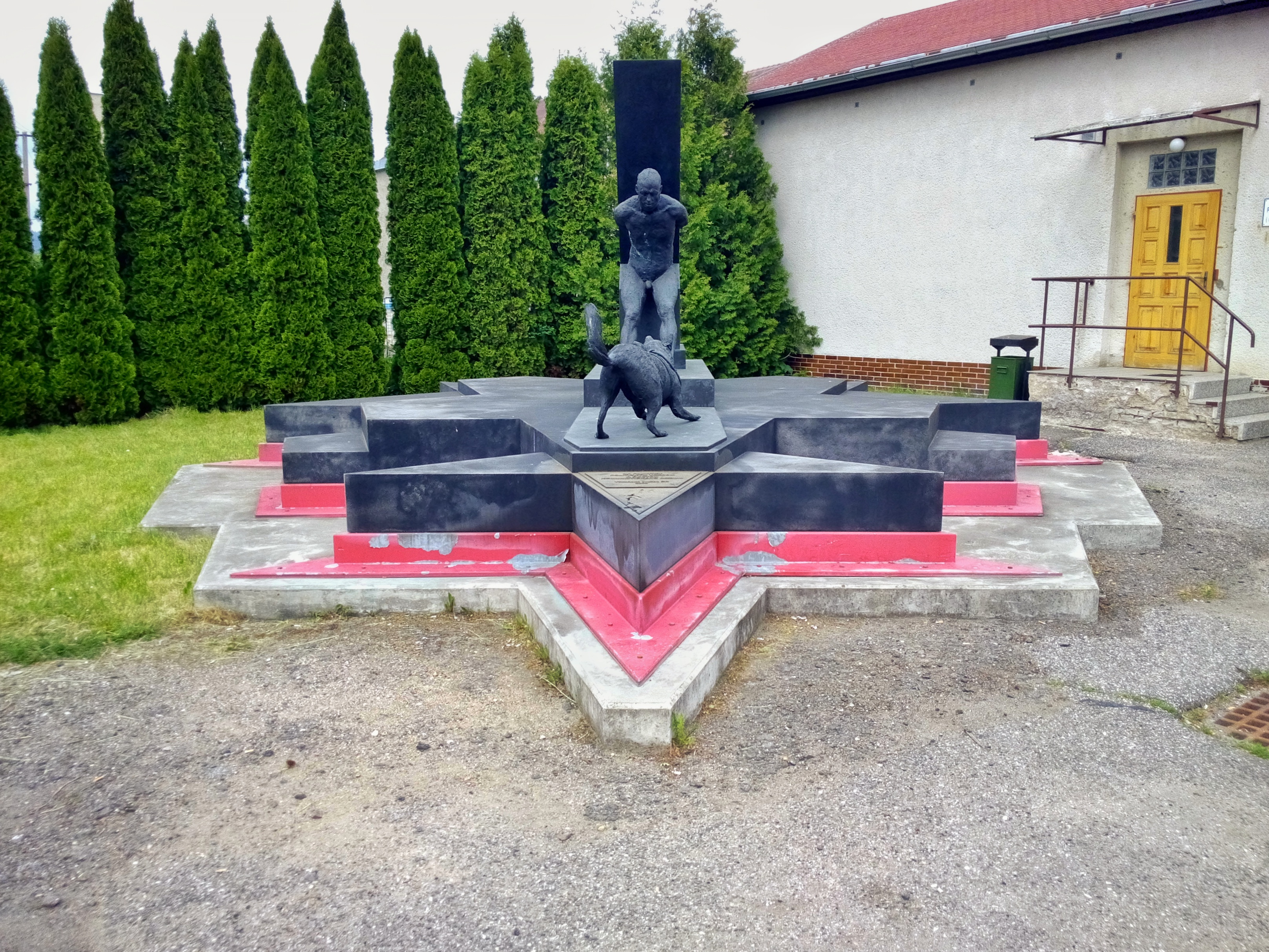
Monument aux prisonniers politique de Valdice.

## Transports
Par la route, Valdice se trouve à 3,5 km de Jičín, à 49 km de Hradec Králové et à 97 km de Prague. 